# Здишевиці
Здишевиці (пол. Zdyszewice) — село в Польщі, у гміні Жарнув Опочинського повіту Лодзинського воєводства.
Населення — 240 осіб (2011).
У 1975-1998 роках село належало до Пйотрковського воєводства.

## Демографія
Демографічна структура станом на 31 березня 2011 року:
|          | Загалом | Допрацездатний вік | Працездатний вік | Постпрацездатний вік |
| -------- | ------- | ------------------ | ---------------- | -------------------- |
| Чоловіки | 125     | 22                 | 82               | 21                   |
| Жінки    | 115     | 13                 | 61               | 41                   |
| Разом    | 240     | 35                 | 143              | 62                   |